# 8기 비씨카드배 신인왕전
8기 비씨카드배 신인왕전은 입단 10년미만의 참가한 신예 기전이다. 결승에서는 목진석 四단이 김명완 三단을 2대 0로 꺾고 우승을 차지했다.

### 대국 결과
| 대진      | 연도   | 대국일자 | 승자        | 패자        | 결과             | 기보 |
| --------- | ------ | -------- | ----------- | ----------- | ---------------- | ---- |
| 승자 결승 | 1998년 | 3월 20일 | 목진석 四단 | 이세돌 二단 | 180수 백 불계승  |      |
| 패자 결승 | 1998년 | 4월 9일  | 김명완 四단 | 이세돌 二단 | 259수 백 1집반승 |      |
| 결승 1국  | 1998년 | 5월 22일 | 목진석 四단 | 김명완 四단 | 252수 흑 반집승  |      |
| 결승 2국  | 1998년 | 6월 10일 | 목진석 四단 | 김명완 四단 | 148수 백 불계승  |      |
| 결승 3국  | 1998년 | 월 일    |             |             |                  |      |